# Aptychella heteroclada
Aptychella heteroclada là một loài rêu trong họ Sematophyllaceae. Loài này được (M. Fleisch.) M. Fleisch. mô tả khoa học đầu tiên năm 1923.